# エロリジン
エロリジン（Aerolysin）とは、ヒトの下痢腸炎起病性の食中毒細菌かつ魚類の鰭赤病菌であるエロモナス・ハイドロフィラ（Aeromonas hydrophila）によって分泌される膜孔形成毒素の溶血素である。この病原菌は2種類の溶血素(α、β)を産生することが知られているが、このうちβ溶血素がエロリジンと呼ばれる。成熟したエロリジンは真核細胞の細胞膜に結合し、7個の単量体が集合して環状の七量体となり、細胞膜上に直径約3 nmの孔を形成する。この結果、本来は細胞膜を通過しない物が通過するようになるために、エロリジンに耐性のない細胞は打撃を受ける。エロリジン七量体の電子顕微鏡での観察結果は、膜孔形成細胞溶解素が自分自身を脂質二重層に挿入してイオンチャネルを形成するメカニズムを解明する助けとなった。